# 파라노말 액티비티: 도쿄 나이트
《파라노말 액티비티: 도쿄 나이트》(일본어: パラノーマル・アクティビティ 第2章 TOKYO NIGHT)는 2010년 개봉한 일본의 초자연 공포 영화이다. 파라노말 액티비티 시리즈의 비공식 속편이다.

## 줄거리
2007년 3월, 일본인 여대생 하루카 야마노는 미국 샌디에이고에서 교통사고로 다리가 부러져 일본 도쿄 집으로 돌아온다. 아버지 시게유키는 해외 출장을 떠나고, 그녀는 19살 남동생 코이치와 함께 남게 된다. 어느 날 아침, 하루카는 잠겨있던 휠체어가 움직인 것을 발견하고, 코이치는 초자연적인 힘을 의심해 소금을 뿌린다. 다음 날 소금이 흩어져 있는 것을 보고, 처음에는 믿지 않던 하루카도 저녁 식사 중 유리컵이 저절로 깨지는 것을 목격한 후 코이치의 촬영을 허락한다. 그들은 카메라 영상에서 집안의 여러 물건들이 저절로 움직이는 것을 확인한다. 코이치의 친구들과 함께 방문한 날, 하루카의 방을 둘러보던 친구의 여자친구가 갑자기 발작을 일으키며 거품을 물고 쓰러진다.
코이치는 신사 승려에게 정화 의식을 요청하고, 의식 후 승려는 영적인 존재가 잠잠해졌다고 말한다. 이틀 후, 아버지 시게유키가 집으로 돌아온다. 12일째 밤, 하루카의 휠체어가 카메라 쪽으로 움직여 영상을 끊어버리고, 둘은 그 존재가 아직 집에 있음을 깨닫는다. 코이치가 승려에게 연락하려 하지만, 그는 의식 후 심장마비로 사망했다는 소식을 듣는다. 그 후 사건들은 점점 더 폭력적으로 변하고, 하루카는 머리채를 잡혀 침대에서 끌려나온다. 하루카는 아버지에게 연락하려 하지만 연결되지 않는다.
하루카는 자신의 여행을 중단시킨 교통사고에 연루된 여성 케이티를 떠올린다. 온라인에서 그녀를 조사한 후, 하루카는 케이티를 사로잡았던 악마가 자신들을 노리고 있다고 생각한다. 그녀는 미국 병원에서 요양하는 동안 비슷한 이상 현상을 경험했다고 코이치에게 밝히고, 그날 밤 팔에 난 기묘한 물린 자국을 보여준 후 의식을 잃는다. 다음 날 아침, 코이치는 그녀 손에 십자가를 쥐여준다. 코이치가 떠난 후, 하루카가 십자가를 떨어뜨리자 십자가가 불타오르고 창문이 깨진다. 코이치는 불탄 십자가와 깨진 유리 조각을 발견하고 충격과 절망에 빠진다.
15일째 밤, 하루카는 새벽 1시에 일어나 코이치 잠자리 옆에 서서 두 시간 동안 잠든 그를 바라본다. 그런 다음 아래층으로 내려가 비명을 지른다. 놀란 코이치는 아래층으로 달려가 벽장에서 아버지 시게유키의 시신을 발견한다. 악령에 씌인 하루카가 폭력적으로 변하자 코이치는 도망쳐 택시를 탄다. 택시가 출발하려는 순간, 하루카가 택시 앞으로 나타나고, 택시는 그녀를 들이받고 충돌한다.
장례식장의 보안 카메라 영상을 통해 코이치는 사고로 사망한 것으로 알려진 하루카를 조문하러 온다. 그러나 시트를 걷어보니 택시 기사의 시신이 있다. 코이치는 갑자기 어둠 속으로 끌려가 비명을 지르고 영상은 끊긴다. 다시 영상이 재생되었을 때, 하루카가 악마적인 미소를 지으며 카메라를 바라보고 으르렁거리는 소리가 들린다. 마지막에는 코이치와 시게유키가 사망한 채 발견되었고, 하루카의 행방은 알 수 없다는 자막이 나온다.

## 출연
- 나카무라 아오이
- 아오야마 노리코